# ISO 3166-2:SN

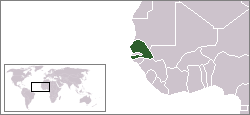
Imagen de la localización de Senegal en el mapa

ISO 3166-2:SN es la entrada para Senegal en ISO 3166-2, parte de los códigos de normalización ISO 3166 publicados por la Organización Internacional de Normalización (ISO), que define los códigos para los nombres de las principales subdivisiones (p.ej., provincias o estados) de todos los países codificados en ISO 3166-1.
En la actualidad, para Senegal los códigos ISO 3166-2 se definen para 14 regiones.
Cada código consta de dos partes, separadas por un guion. La primera parte es SN, el código ISO 3166-1 alfa-2 para Senegal. La segunda parte tiene dos letras.

## Códigos actuales
Los nombres de las subdivisiones se ordenan según el estándar ISO 3166-2 publicado por la Agencia de Mantenimiento ISO 3166 (ISO 3166/MA).
Pulsa sobre el botón en la cabecera para ordenar cada columna.
| Código | Nombre de la subdivisión (fr) |
| ------ | ----------------------------- |
| SN-DK  | Dakar                         |
| SN-DB  | Diourbel                      |
| SN-FK  | Fatick                        |
| SN-KA  | Kaffrine                      |
| SN-KL  | Kaolack                       |
| SN-KE  | Kédougou                      |
| SN-KD  | Kolda                         |
| SN-LG  | Louga                         |
| SN-MT  | Matam                         |
| SN-SL  | Saint-Louis                   |
| SN-SE  | Sédhiou                       |
| SN-TC  | Tambacounda                   |
| SN-TH  | Thiès                         |
| SN-ZG  | Ziguinchor                    |

## Cambios
Los siguientes cambios de entradas han sido anunciados en los boletines de noticias emitidos por el ISO 3166/MA desde la primera publicación del ISO 3166-2 en 1998, cesando esta actividad informativa en 2013.
| Informe      | Fecha de emisión | Descripción del cambio reportado                                              | Cambio de código o subdivisión                                      |
| ------------ | ---------------- | ----------------------------------------------------------------------------- | ------------------------------------------------------------------- |
| Boletín I-5  | 2003-09-05       | Se añade una nueva región. Se actualiza la fuente de la lista                 | Subdivisiones añadidas: SN-MT Matam                                 |
| Boletín II-2 | 2010-06-30       | Se actualizan: la estructura administrativa, los idiomas y la lista de origen | Subdivisiones añadidas: SN-KA Kaffrine SN-KE Kédougou SN-SE Sédhiou |